# A tomorrowsong
「a tomorrowsong」（ア・トゥモロー・ソング）は、日本のR&BグループのSkoop On Somebodyが2002年3月20日にリリースした通算15枚目（Skoop On Somebodyとしては7枚目）のシングル。

## 概要
キャッチコピーは、｢アルバムブレイク御礼!期待度満点のニューシングルが登場!!｣。
デビューの頃より交流のあった松尾潔が作詞で参加している。

## 収録曲
1. a tomorrowsong (4:48)
作詞：松尾潔・S.O.S.　作曲・編曲：Face 2 fAKE
2. over there (feat. JIN) (4:33)
作詞：小林夏海　作曲・編曲：S.O.S.
3. 翼をください (feat. Aloha All Stars) (4:32)
作詞：山上路夫　作曲：村井邦彦　編曲：Aloha All Stars
  - 赤い鳥のカバー
4. a tomorrowsong (instrumental) (4:46)

## 収録作品・カバー
- #2,#3はアルバム未収録。

| 発売日         | タイトル                                           | 規格品番            |
| -------------- | -------------------------------------------------- | ------------------- |
| 2002年06月26日 | シングル『Tears of JOY』(#1) (Club S.O.S. Version) | SRCL-5371           |
| 2002年09月26日 | オリジナル・アルバム『Save Our Souls』(#1)         | SRCL-5432 SRCL-5434 |
| 2003年07月24日 | コンピレーション・アルバム『SMOOTH SUMMER』(#1)    | MHCL-310            |
| 2006年12月13日 | BOX『Singles 10years Complete Box』(#1)            | SECL-459            |